# Liste der Biografien/Langb
Liste der Biografien |
Portal Biografien |
Personensuche
# |
A |
B |
C |
D |
E |
F |
G |
H |
I |
J |
K |
L |
M |
N |
O |
P |
Q |
R |
S |
T |
U |
V |
W |
X |
Y |
Z |
?
 
La |
Lb |
Lc |
Le |
Lg |
Lh |
Li |
Lj |
Ll |
Lm |
Lo |
Lp |
Lt |
Lu |
Lv |
Lw |
Lx |
Ly |
Lz
 
Laa |
Lab |
Lac |
Lad |
Lae–Lah |
Lai |
Laj |
Lak |
Lal |
Lam |
Lan |
Lao |
Lap |
Laq |
Lar |
Las |
Lat |
Lau |
Lav |
Law |
Lax |
Lay |
Laz
 
Lana |
Lanc |
Land |
Lane |
Lanf |
Lang |
Lanh |
Lani |
Lanj |
Lank |
Lanl |
Lanm |
Lann |
Lano |
Lanp |
Lanq |
Lanr |
Lans |
Lant |
Lanu |
Lanv |
Lanw |
Lanx |
Lany |
Lanz
 
Langa |
Langb |
Langd |
Lange |
Langf |
Langg |
Langh |
Langi |
Langj |
Langk |
Langl |
Langm |
Langn |
Lango |
Langr |
Langs |
Langt |
Langu |
Langv |
Langw 
Die Liste der Biografien führt alle Personen auf, die in der deutschsprachigen Wikipedia einen Artikel haben. Dieses ist eine Teilliste mit 32 Einträgen von Personen, deren Namen mit den Buchstaben „Langb“ beginnt.

## Langb

### Langba
- Långbacka, Ulf (* 1957), finnisch-schwedischer Dirigent und Komponist
- Langballe, Thomas (1762–1826), dänischer Missionar

### Langbe
- Langbehn, Carl (1901–1944), deutscher Jurist
- Langbehn, Julius (1851–1907), deutscher Schriftsteller und KulturkritikerJulius Langbehn (1851–1907)

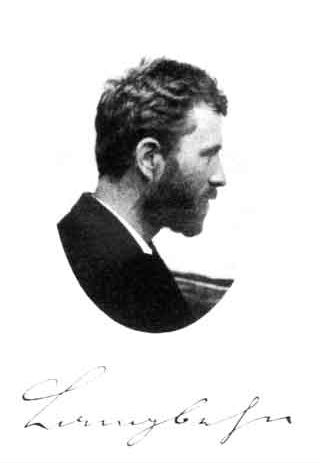
Julius Langbehn (1851–1907)

- Langbein, Adrian (1796–1885), deutscher Jurist und Politiker
- Langbein, August Friedrich Ernst (1757–1835), deutscher Dichter und Romanschriftsteller
- Langbein, Bärbel-Kathrin (1943–1990), deutsche kunsthandwerkliche Textilgestalterin
- Langbein, Brenton (1928–1993), australischer Geiger, Dirigent und Komponist
- Langbein, Carl Ludwig (1811–1873), Abgeordneter in der Nationalversammlung in der Paulskirche
- Langbein, Daniel (* 1987), österreichischer Schauspieler
- Langbein, Friedrich Wilhelm (1870–1954), erster Präsident der württembergischen Ärztekammer und praktischer Arzt in Pfullingen
- Langbein, Georg (1849–1909), deutscher Chemiker, Galvanotechniker und Unternehmer
- Langbein, Gustav (1833–1915), deutscher evangelisch-lutherischer Geistlicher
- Langbein, Hermann (1912–1995), österreichischer Widerstandskämpfer und Historiker, Teilnehmer im Spanischen Bürgerkrieg
- Langbein, Hubert (* 1943), deutscher Chemiker
- Langbein, Jens (* 1962), deutscher Komponist
- Langbein, Kurt (* 1953), österreichischer Filmemacher, Wissenschaftsjournalist und TV-Produzent
- Langbein, Martha (* 1941), deutsche Leichtathletin und Olympiamedaillengewinnerin
- Langbein, Paul (1842–1908), deutscher Eisenbahningenieur
- Langbein, Rolf (1932–2018), deutscher Mineraloge und Petrologe
- Langbein, Thomas (* 1967), deutscher Fußballspieler
- Langbein, Walter-Jörg (* 1954), deutscher Sachbuchautor
- Langbein, Wilhelm (1801–1840), deutscher Theologe und Pädagoge
- Langbein, Willi (1895–1967), deutscher Maler
- Langberg, Dietmar (* 1954), deutscher Autor, Dramaturg und Redakteur
- Langberg, Ebbe (1933–1989), dänischer Schauspieler und Regisseur
- Langberg, Emily (1851–1935), norwegische Malerin
- Langberg, Ingo (1934–2013), deutscher Hörspielregisseur und Theaterschauspieler
- Langberg, Jesper (1940–2019), dänischer Schauspieler
- Langberg, Sigurd (1897–1954), dänischer Schauspieler

### Langbr
- Langbrandtner, Norbert (* 1970), österreichischer Triathlet
- Langbridge, Rosamond (1880–1964), irische Schriftstellerin